# Sixième circonscription du Gard
La sixième circonscription du Gard est l'une des 6 circonscriptions législatives françaises que compte le département du Gard situé en région Occitanie.

## Description géographique et démographique
La sixième circonscription du Gard a été créée par l'ordonnance no 2009-935 du 29 juillet 2009, ratifiée par le Parlement français le 21 janvier 2010. Sa délimitation a été fixée dans le tableau 1 en annexe de l'ordonnance.
Elle regroupe les divisions administratives suivantes : 
- Canton de Marguerittes
- Canton de Nîmes-2
- Canton de Nîmes-4
- Canton de Nîmes-5
- Canton d'Uzès.

La première élection du député de cette circonscription a eu lieu lors des élections législatives de 2012.
| Nom                         | Code Insee | Intercommunalité   | Superficie (km2) | Population (dernière pop. légale) | Densité (hab./km2) |
| --------------------------- | ---------- | ------------------ | ---------------- | --------------------------------- | ------------------ |
| Aigaliers                   | 30001      | CC Pays d'Uzès     | 28,06            | 534 (2022)                        | 19                 |
| Arpaillargues-et-Aureillac  | 30014      | CC Pays d'Uzès     | 13,67            | 1 048 (2022)                      | 77                 |
| Bezouce                     | 30039      | CA Nîmes Métropole | 12,29            | 2 341 (2022)                      | 190                |
| Blauzac                     | 30041      | CC Pays d'Uzès     | 15,9             | 1 228 (2022)                      | 77                 |
| Cabrières                   | 30057      | CA Nîmes Métropole | 14,76            | 1 781 (2022)                      | 121                |
| Flaux                       | 30110      | CC Pays d'Uzès     | 10,68            | 338 (2022)                        | 32                 |
| La Capelle-et-Masmolène     | 30067      | CC Pays d'Uzès     | 24,45            | 421 (2022)                        | 17                 |
| Lédenon                     | 30145      | CA Nîmes Métropole | 19,44            | 1 676 (2022)                      | 86                 |
| Manduel                     | 30155      | CA Nîmes Métropole | 26,46            | 7 087 (2022)                      | 268                |
| Marguerittes                | 30156      | CA Nîmes Métropole | 25,29            | 8 370 (2022)                      | 331                |
| Montaren-et-Saint-Médiers   | 30174      | CC Pays d'Uzès     | 19,42            | 1 390 (2022)                      | 72                 |
| Nîmes                       | 30189      | CA Nîmes Métropole | 161,85           | 150 444 (2022)                    | 930                |
| Poulx                       | 30206      | CA Nîmes Métropole | 11,9             | 4 265 (2022)                      | 358                |
| Redessan                    | 30211      | CA Nîmes Métropole | 15,57            | 4 227 (2022)                      | 271                |
| Saint-Gervasy               | 30257      | CA Nîmes Métropole | 6,93             | 1 990 (2022)                      | 287                |
| Saint-Hippolyte-de-Montaigu | 30262      | CC Pays d'Uzès     | 4,05             | 249 (2022)                        | 61                 |
| Saint-Maximin               | 30286      | CC Pays d'Uzès     | 9,9              | 794 (2022)                        | 80                 |
| Saint-Quentin-la-Poterie    | 30295      | CC Pays d'Uzès     | 24,06            | 3 110 (2022)                      | 129                |
| Saint-Siffret               | 30299      | CC Pays d'Uzès     | 11,28            | 1 121 (2022)                      | 99                 |
| Saint-Victor-des-Oules      | 30301      | CC Pays d'Uzès     | 4,77             | 308 (2022)                        | 65                 |
| Sanilhac-Sagriès            | 30308      | CC Pays d'Uzès     | 22,1             | 832 (2022)                        | 38                 |
| Serviers-et-Labaume         | 30319      | CC Pays d'Uzès     | 12,22            | 609 (2022)                        | 50                 |
| Uzès                        | 30334      | CC Pays d'Uzès     | 25,41            | 8 360 (2022)                      | 329                |
| Vallabrix                   | 30337      | CC Pays d'Uzès     | 7,94             | 415 (2022)                        | 52                 |

- fraction de la commune de Nîmes incluse dans la circonscription (anciens canton de Nîmes-2, Nîmes-4 et Nîmes-5) : 70 285 habitants

## Historique des députations
| Législature | Début de mandat | Fin de mandat | Député            | Parti politique | Observations                                                                           |
| ----------- | --------------- | ------------- | ----------------- | --------------- | -------------------------------------------------------------------------------------- |
| XIVe        | 20 juin 2012    | 20 juin 2017  | Christophe Cavard | EÉLV puis DVÉ   |                                                                                        |
| XVe         | 21 juin 2017    | 21 juin 2022  | Philippe Berta    | MoDem           |                                                                                        |
| XVIe        | 22 juin 2022    | 9 juin 2024   | Philippe Berta    | MoDem-Ensemble  | Mandat écourté à la suite d'une dissolution parlementaire décidée par Emmanuel Macron. |

## Historique des élections

### Élections de 2012
Le Redécoupage des circonscriptions législatives françaises de 2010 fait de la 6e circonscription du Gard une nouvelle circonscription.
|                | Christophe Cavard élu | EÉLV (PS)      | 13 517 | 30,53  | 19 444 | 43,09  |  |  |  |  |  |
|                | Franck Proust         | UMP            | 11 804 | 26,66  | 14 366 | 31,84  |  |  |  |  |  |
|                | Sylvie Vignon         | RBM (FN)       | 11 405 | 25,76  | 11 310 | 25,07  |  |  |  |  |  |
|                | Martine Gayraud       | FG (PCF)       | 3 666  | 8,28   |        |        |  |  |  |  |  |
|                | Philippe Berta        | CpF (MoDem)    | 1 027  | 2,32   |        |        |  |  |  |  |  |
|                | Silvain Pastor        | diss. EÉLV     | 576    | 1,30   |        |        |  |  |  |  |  |
|                | Valérie Pezet         | PRG            | 521    | 1,18   |        |        |  |  |  |  |  |
|                | Camille Benezech      | DLR            | 454    | 1,03   |        |        |  |  |  |  |  |
|                | Mireille Ribanier     | PDF            | 364    | 0,82   |        |        |  |  |  |  |  |
|                | Mélinda Cecchinato    | LT-LNÉ         | 355    | 0,80   |        |        |  |  |  |  |  |
|                | Renaud Castel         | NPA (MOC)      | 226    | 0,51   |        |        |  |  |  |  |  |
|                | Aïcha Terbeche        | LO             | 125    | 0,28   |        |        |  |  |  |  |  |
|                | Olivier Roudier       | LdM            | 118    | 0,27   |        |        |  |  |  |  |  |
|                | Jeremiah Guiraud      | AÉI            | 111    | 0,25   |        |        |  |  |  |  |  |
|                |                       |                |        |        |        |        |  |  |  |  |  |
| Inscrits       | Inscrits              | Inscrits       | 77 652 | 100,00 | 77 642 | 100,00 |  |  |  |  |  |
| Abstentions    | Abstentions           | Abstentions    | 32 829 | 42,28  | 31 793 | 40,95  |  |  |  |  |  |
| Votants        | Votants               | Votants        | 44 823 | 57,72  | 45 849 | 59,05  |  |  |  |  |  |
| Blancs et nuls | Blancs et nuls        | Blancs et nuls | 554    | 1,24   | 729    | 1,59   |  |  |  |  |  |
| Exprimés       | Exprimés              | Exprimés       | 44 269 | 98,76  | 45 120 | 98,41  |  |  |  |  |  |

La suppléante de Christophe Cavard était Sandra Solinski, militante associative à Nîmes.

### Élections de 2017
|                                                                     | |                           |                           |                          |                          |
|                                                                     | | Premier tour 11 juin 2017 | Premier tour 11 juin 2017 | Second tour 18 juin 2017 | Second tour 18 juin 2017 |
|                                                                     | |                           |                           |                          |                          |
|                                                                     | | Nombre                    | % des inscrits            | Nombre                   | % des inscrits           |
| Inscrits                                                            | Inscrits                                                                                                   | 81 155                    | 100,00                    | 81 176                   | 100,00                   |
| Abstentions                                                         | Abstentions                                                                                                | 43 499                    | 53,60                     | 48 253                   | 59,44                    |
| Votants                                                             | Votants | 37 656                    | 46,40                     | 32 923                   | 40,56                    |
|                                                                     | |                           | % des votants             |                          | % des votants            |
| Bulletins blancs                                                    | Bulletins blancs                                                                                           | 497                       | 1,32                      | 2 322                    | 7,05                     |
| Bulletins nuls                                                      | Bulletins nuls                                                                                             | 175                       | 0,46                      | 975                      | 2,96                     |
| Suffrages exprimés                                                  | Suffrages exprimés                                                                                         | 36 984                    | 98,22                     | 29 626                   | 89,99                    |
|                                                                     | |                           |                           |                          |                          |
| Candidat Étiquette politique (partis et alliances)                  | Candidat Étiquette politique (partis et alliances)                                                         | Voix                      | % des exprimés            | Voix                     | % des exprimés           |
|                                                                     | |                           |                           |                          |                          |
|                                                                     | Philippe Berta La République en marche                                                                     | 12 397                    | 33,52                     | 17 879                   | 60,35                    |
|                                                                     | Laurence Gardet Front national                                                                             | 8 040                     | 21,74                     | 11 747                   | 39,65                    |
|                                                                     | Karine Voinchet La France insoumise                                                                        | 4 910                     | 13,28                     |                          |                          |
|                                                                     | Richard Flandin Les Républicains (Union des démocrates et indépendants)                                    | 4 890                     | 13,22                     |                          |                          |
|                                                                     | Christophe Cavard (député sortant) Écologiste (Union des démocrates et des écologistes - Parti socialiste) | 2 990                     | 8,08                      |                          |                          |
|                                                                     | Philippe Gasser Parti communiste français (Ensemble !)                                                     | 1 275                     | 3,45                      |                          |                          |
|                                                                     | Sibylle Jannekeyn Europe Écologie Les Verts                                                                | 823                       | 2,23                      |                          |                          |
|                                                                     | Jacques Armando Debout la France                                                                           | 666                       | 1,80                      |                          |                          |
|                                                                     | Jérémy Delapierre Divers droite (Union des Patriotes - Souveraineté, identité et libertés)                 | 291                       | 0,79                      |                          |                          |
|                                                                     | Jean-Paul Elisseieff Écologiste (Mouvement 100 %)                                                          | 260                       | 0,70                      |                          |                          |
|                                                                     | Laurent Charpy Divers (Union populaire républicaine)                                                       | 259                       | 0,70                      |                          |                          |
|                                                                     | Aïcha Terbèche Lutte ouvrière                                                                              | 179                       | 0,48                      |                          |                          |
|                                                                     | Jean-Claude Boussouf Divers gauche (Alliance Européenne pour la Paix, la Prospérité, le Partage)           | 4                         | 0,01                      |                          |                          |
| Source : Ministère de l'Intérieur - Sixième circonscription du Gard | |                           |                           |                          |                          |

Le suppléant de Philippe Berta était Gilles Gadille, fonctionnaire, maire de Cabrières.

### Élections de 2022
|                                                    |                                                                                         |                           |                           |                          |                          |
|                                                    |                                                                                         | Premier tour 12 juin 2022 | Premier tour 12 juin 2022 | Second tour 19 juin 2022 | Second tour 19 juin 2022 |
|                                                    |                                                                                         |                           |                           |                          |                          |
|                                                    |                                                                                         | Nombre                    | % des inscrits            | Nombre                   | % des inscrits           |
| Inscrits                                           | Inscrits                                                                                | 84 534                    | 100                       | 84 553                   | 100                      |
| Abstentions                                        | Abstentions                                                                             | 46 482                    | 54,99                     | 48 082                   | 56,87                    |
| Votants                                            | Votants                                                                                 | 38 052                    | 45,01                     | 36 471                   | 43,13                    |
|                                                    |                                                                                         |                           | % des votants             |                          | % des votants            |
| Bulletins blancs                                   | Bulletins blancs                                                                        | 508                       | 1,34                      | 2 791                    | 7,65                     |
| Bulletins nuls                                     | Bulletins nuls                                                                          | 192                       | 0,50                      | 1 245                    | 3,41                     |
| Suffrages exprimés                                 | Suffrages exprimés                                                                      | 37 352                    | 98,16                     | 32 435                   | 88,93                    |
|                                                    |                                                                                         |                           |                           |                          |                          |
| Candidat Étiquette politique (partis et alliances) | Candidat Étiquette politique (partis et alliances)                                      | Voix                      | % des exprimés            | Voix                     | % des exprimés           |
|                                                    |                                                                                         |                           |                           |                          |                          |
|                                                    | Nicolas Cadène Nouvelle Union populaire écologique et sociale Europe Écologie Les Verts | 9 582                     | 25,65                     | 15 514                   | 47,83                    |
|                                                    | Philippe Berta* Ensemble                                                                | 9 107                     | 24,38                     | 16 921                   | 52,17                    |
|                                                    | Laurence Gardet Rassemblement national                                                  | 9 018                     | 24,14                     |                          |                          |
|                                                    | François Courdil Les Républicains                                                       | 3 439                     | 9,21                      |                          |                          |
|                                                    | Stéphane Guillemin Reconquête                                                           | 2 779                     | 7,44                      |                          |                          |
|                                                    | Jean-Claude Maurin Divers gauche                                                        | 1 109                     | 2,97                      |                          |                          |
|                                                    | Mounir Benslima Écologistes                                                             | 735                       | 1,97                      |                          |                          |
|                                                    | Stéphane Gilli Écologistes                                                              | 657                       | 1,76                      |                          |                          |
|                                                    | Nicolas Stival Droite souverainiste Les Patriotes                                       | 493                       | 1,32                      |                          |                          |
|                                                    | Aïcha Terbeche Extrême gauche Lutte ouvrière                                            | 258                       | 0,69                      |                          |                          |
|                                                    | Sophie Guillot Divers centre                                                            | 175                       | 0,47                      |                          |                          |
| * Député sortant                                   |                                                                                         |                           |                           |                          |                          |

Le suppléant de Philippe Berta était Aurélien Colson, professeur de sciences politiques, Président du MoDem du Gard, conseiller municipal de Redessan.

### Élections de 2024
| Candidat                 | Candidat                 | Parti et coalition       | Nuance                   | Premier tour | Premier tour | Second tour | Second tour |
| Candidat                 | Candidat                 | Parti et coalition       | Nuance                   | Voix         | %            | Voix        | %           |
| ------------------------ | ------------------------ | ------------------------ | ------------------------ | ------------ | ------------ | ----------- | ----------- |
|                          | Sylvie Josserand         | RN                       | RN                       | 23 382       | 42,07        | 26 838      | 51,40       |
|                          | Nicolas Cadène           | LÉ (NFP)                 | UG                       | 15 992       | 28,77        | 25 381      | 48,60       |
|                          | Aurélien Colson          | MoDem (ENS)              | ENS                      | 11 521       | 20,73        | Retrait     | Retrait     |
|                          | Clément Stevant          | LR                       | LR                       | 3 202        | 5,76         |             |             |
|                          | Laura Affortit           | LMPA (TUPV)              | REG                      | 1 110        | 2,00         |             |             |
|                          | Aïcha Terbèche           | LO                       | EXG                      | 377          | 0,68         |             |             |
|                          |                          |                          |                          |              |              |             |             |
| Suffrages exprimés       | Suffrages exprimés       | Suffrages exprimés       | Suffrages exprimés       | 55 584       | 98,02        | 52 219      | 92,39       |
| Votes blancs             | Votes blancs             | Votes blancs             | Votes blancs             | 796          | 1,40         | 3 232       | 5,72        |
| Votes nuls               | Votes nuls               | Votes nuls               | Votes nuls               | 327          | 0,58         | 1 070       | 1,89        |
| Total                    | Total                    | Total                    | Total                    | 56 707       | 100          | 56 521      | 100         |
| Abstention               | Abstention               | Abstention               | Abstention               | 28 866       | 33,73        | 29 071      | 33,96       |
| Inscrits / participation | Inscrits / participation | Inscrits / participation | Inscrits / participation | 85 573       | 66,27        | 85 592      | 66,04       |

La suppléante de Sylvie Josserand est Laurence Gardet, conseillère régionale d'Occitanie, conseillère municipale de Nîmes.